# Борман, Данли
Данли Борман (африк. и англ. Danleigh Borman; 27 января 1985, Кейптаун) — южноафриканский футболист.

## Биография
Борман начал свою карьеру в молодёжной системе южноафриканского клуба «Сантос».
В 2004 году Борман поступил в американский Род-Айлендский университет по спортивной стипендии. За четыре сезона в составе университетской футбольной команды «Род-Айленд Рэмс» забил семь голов и отдал 16 голевых передач в 83 матчах Национальной ассоциации студенческого спорта. В сезоне 2004 был назван новичком года в Конференции Atlantic 10 и был включён в символическую сборную новичков Конференции Atlantic 10. В сезоне 2006 был назван лучшим игроком чемпионата A-10 и был включён в символическую сборную чемпионата A-10. В сезоне 2007 был включён во вторую символическую сборную Конференции Atlantic 10.
В 2006 и 2007 годах также выступал за клуб «Род-Айленд Стингрейс» в Премьер-лиге развития ЮСЛ. В сезоне 2006 забил семь мячей, в том числе хет-трик в ворота «Вермонт Волтидж» 2 июля 2006 года.
24 января 2008 года на Дополнительном драфте MLS Борман был выбран в первом раунде под общим седьмым номером клубом «Нью-Йорк Ред Буллз». 20 марта 2008 года клуб подписал с игроком молодёжный контракт. Его профессиональный дебют состоялся 5 апреля 2008 года в матче против «Коламбус Крю», в котором он вышел на замену с началом второго тайма вместо Синиши Убипариповича. 10 мая 2008 года в матче против «Лос-Анджелес Гэлакси» забил свой первый гол в профессиональной карьере.
1 апреля 2011 года «Ред Буллз» приобрёл Дуэйна Де Розарио у «Торонто», отдав взамен Данли Бормана и Тони Чани с пиком первого раунда Супердрафта MLS 2012. За канадский клуб он дебютировал 2 апреля 2011 года в матче против «Чивас США», выйдя в стартовом составе. По окончании сезона 2011 контракт Бормана с «Торонто» истёк.
5 декабря 2011 года на первом этапе Драфта возвращений MLS Борман был выбран клубом «Нью-Инглэнд Революшн». Клуб и игрок провели переговоры о контракте, но не смогли договориться.
В начале 2012 года Борман вернулся на родину и подписал трёхлетний контракт с клубом Премьер-лиги ЮАР «Суперспорт Юнайтед». По окончании сезона 2012/13 Борман покинул «Суперспорт Юнайтед», сыграв за полтора сезона в клубе шесть матчей.
В сентябре 2013 года Борман в качестве свободного агента присоединился к клубу «Мпумаланга Блэк Эйсиз», заключив контракт на один год. Сыграл за клуб два матча.
В августе 2014 года Борман подписал однолетний контракт с клубом Первого дивизиона ЮАР «Васко да Гама». Сыграл за клуб восемь матчей.
После завершения карьеры футболиста Борман стал школьным учителем.

## Достижения
Командные
 «Торонто»
- Победитель Первенства Канады: 2011[28]

 «Суперспорт Юнайтед»
- Обладатель Кубка ЮАР: 2011/12